# Orasema koghisiana
Orasema koghisiana är en stekelart som beskrevs av John M. Heraty 1994. Orasema koghisiana ingår i släktet Orasema och familjen Eucharitidae.
Artens utbredningsområde är:
- Nya Kaledonien.
- Vanuatu.

Inga underarter finns listade i Catalogue of Life.